# Johann V. von Venningen

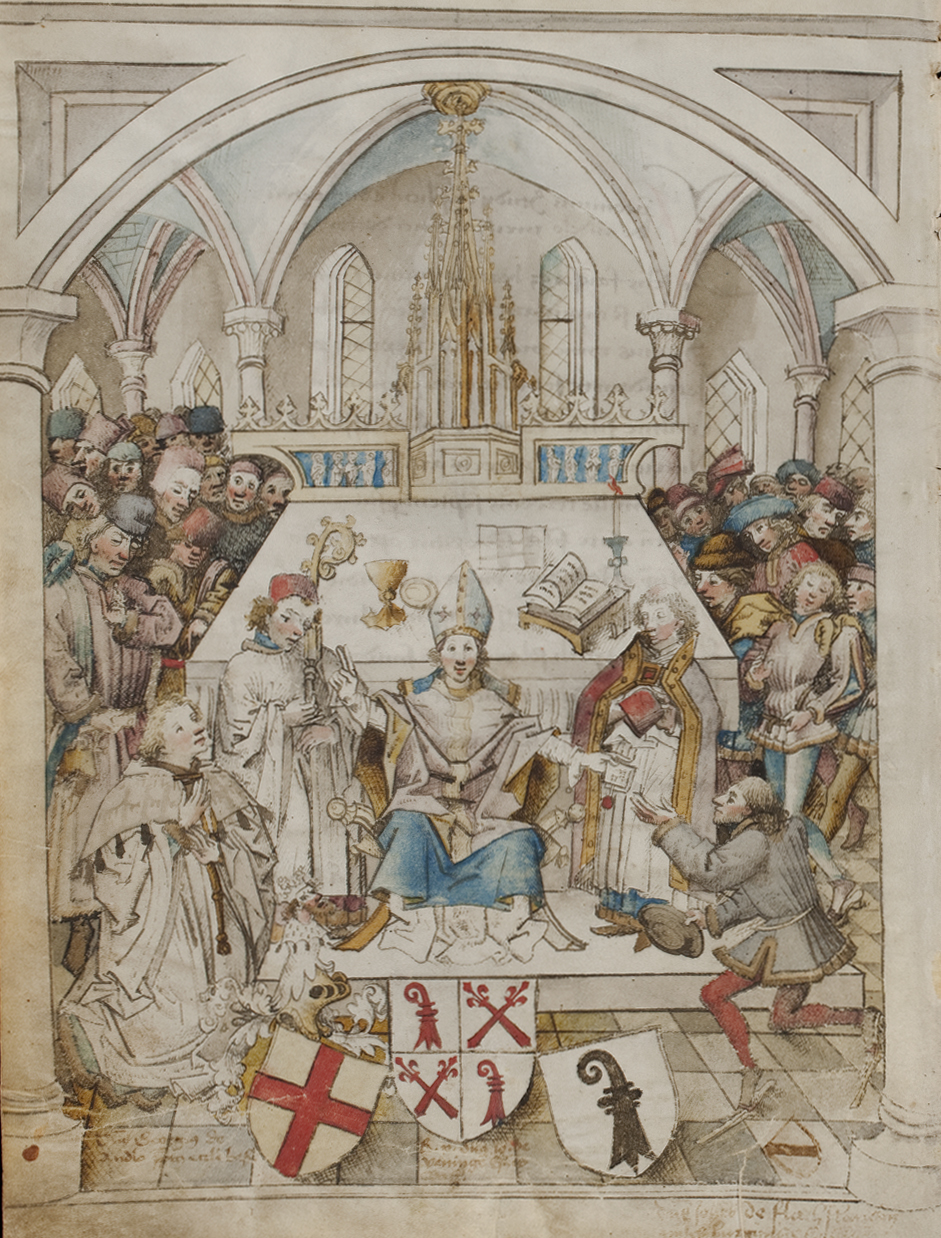
Bischof Johann von Venningen (mittig mit seinem Wappen) gründet die Universität Basel, 1460

Johann V. von Venningen (* ?; † 20. Dezember 1478, auf Schloss Pruntrut) entstammte der linken Neidensteiner Linie der Herren von Venningen. Er war von 1458 bis zu seinem Tod Bischof von Basel.

## Familie
Johann war der Sohn von Johann von Venningen († 1432), Hofmeister der Kurpfalz in Heidelberg, und der Margret von Zeiskam. Sein Bruder Jost wurde Deutschmeister des Deutschen Ordens, und sein Bruder Siegfried († 1444) übernahm den Familienbesitz.
Laut dem jüngeren Seelbuch des Speyerer Domstiftes dotierte der spätere Basler Bischof und damalige Speyerer Domdekan Johann von Venningen für seine am 15. Juli 1450 verstorbene Mutter Margaretha de Lustat dort ein Jahrgedächtnis. Das Seelbuch nennt Johann von Venningen ausdrücklich ihren Sohn. Möglicherweise wird hier aber nicht zwischen Sohn und Stiefsohn unterschieden, ansonsten wäre das ein Hinweis darauf, dass der Bischof aus der 2. Ehe seines Vaters stammt.

## Leben
Johann von Venningen studierte ab 1426 in Heidelberg und erwarb den Grad eines Baccalaureus Artium. Als Sohn einer einflussreichen Familie, der versorgt werden musste, war er seit 1428 für eine Domherrenpfründe in Speyer und seit 1431 in Mainz und Worms vorgesehen. Von 1431 bis 1437 hatte er eine Kaplaneipfründe in Sulzfeld. Schließlich wurde er 1433 Domherr in Speyer und erhielt 1439 auch eine Domherrenpfründe ohne Präsenzpflicht in Basel. 1444 wurde er in Speyer Domdechant und 1451 schickte ihn Bischof Reinhard von Helmstatt nach Rom, um beim Papst die Genehmigung eines Ablasses zu erwirken. 1456 war Johann ein weiteres Mal in Rom, um die Bestätigung der Wahl Siegfried III. zum Bischof von Speyer einzuholen. Dieser war ein Verwandter aus dem rechten Hilsbacher Zweig der Herren von Venningen. Im gleichen Jahr wurde Johann Domdechant des Domkapitels in Basel und am 17. Mai 1458 wurde er von diesem zum Bischof gewählt. Am 8. April 1459 wurde er im Münster zu Basel feierlich geweiht.

## „Johann von Pfenningen“
Johann von Venningen verstand es, dem Bistum Basel, dem er 20 Jahre vorstand, Geld zu beschaffen und dem Klerus Disziplin an- und Prunksucht abzugewöhnen. Deshalb bekam er den Spitznamen Johann von Pfenningen. Eines seiner herausragenden Verdienste ist die Stiftung der Universität Basel im Jahr 1460 und der Wiedererwerb von Stadt und Landschaft Pruntrut und der Ajoie, die Imer von Ramstein veräußert hatte. 1472 wurde Johann von Venningen Kanzler der Universität Freiburg, ein Amt, das er auch an der Basler Universität versah. In seiner Funktion als fürstbischöflicher Landesherr verlieh er 1468 der Stadt Biel die Hochgerichtsbarkeit und 1474 rief er seit langer Zeit wieder die Landstände ein.
Johann von Venningen starb am 20. Dezember 1478 und wurde am 22. Dezember im Basler Münster bestattet, wo heute noch im linken Seitenschiff sein Grabstein erhalten ist.
In seinem Testament vom 19. Mai 1469 gedenkt er auch der Heimat, indem er in der Pfarrkirche des Heimatortes Neidenstein, über dem Grab seines Vaters, ein Ewiges Licht stiftete. In seiner Heimatkathedrale, dem Speyerer Dom, dotierte er eine ewige Messe auf dem St.-Johannes-Altar, vermachte „seine cristallin kannen“ zur Zierde des Sakramentsaltares dem Domstift und sein „special messbuch, mit dem richen swartzen sammet bezogen“, dem Stift  St. Guido in Speyer.